# Кантор, Юлия Зораховна
Ю́лия Зо́раховна Ка́нтор (род. 2 августа 1972, Ленинград) — российский историк, филолог и публицист, специализирующийся на изучении Второй мировой войны и предвоенного периода, советско-германских отношениях. Кандидат филологических наук, доктор исторических наук, профессор кафедры всеобщей истории РГПУ им. А. И. Герцена, главный научный сотрудник, заместитель директора по внешним и общественным связям СПбИИ РАН, заместитель директора по просветительской деятельности и внешним коммуникациям Санкт-Петербургской академической филармонии имени Д. Д. Шостаковича.

## Биография
Родилась 2 августа 1972 года в Ленинграде в семье кандидата технических наук Зораха Израилевича Кантора. В 1995 году с отличием окончила факультет дефектологии Российского государственного педагогического университета имени А. И. Герцена.
Публиковаться начала в газете «Смена». Работала обозревателем журнала «Новое время» (1994‒1998), собственным корреспондентом газеты «Известия» в Санкт-Петербурге (1998‒2002), парламентским корреспондентом ИТАР-ТАСС, редактор отдела политики газеты «Невское время», специальным корреспондентом «Независимой газеты». Освещала вопросы политической истории и Второй мировой войны.
В 2001 году в РГПУ имени А. И. Герцена под научным руководством доктора филологических наук, профессора, члена-корреспондента РАО С. Г. Ильенко защитила диссертацию на соискание учёной степени кандидата филологических наук по теме «Диалогический текст интервью в коммуникативном аспекте (на материале современных российских газет)» (специальность 10.02.01 «Русский язык»).
В 2002‒2016 годах — советник директора, ведущий научный сотрудник Государственного Эрмитажа. В 2002‒2003 годах по совместительству преподавала на факультете журналистики СПбГУ. В 2007 году в Санкт-Петербургском институте истории РАН защитила диссертацию на соискание учёной степени доктора исторических наук по теме «Военно-политические отношения Советской России и Германии 1921‒1939 гг.» (специальность 07.00.03 «Всеобщая история»). Официальные оппоненты — акад. А. А. Фурсенко, проф. О. В. Будницкий и проф. С. Н. Полторак. Ведущая организация — Институт всеобщей истории РАН.
С 2008 года — научный эксперт международных исследовательских проектов Союза музеев России и Фонда Прусского культурного наследия, посвященных судьбе перемещённых художественных ценностей в годы Второй мировой войны.
С 2009 года — профессор кафедры всеобщей истории РГПУ имени А. И. Герцена. Подготовила одного кандидата наук. С 2016 года — научный руководитель музея-заповедника «Пермь-36», организатор научно-просветительских публичных лекций «КВЧ (культурно-воспитательная часть)».
В 2016‒2019 годах — руководитель проектов ГО ПАО ГМК «Норильский никель». Была главным научным сотрудником Института всеобщей истории РАН, с февраля 2020 года — главный научный сотрудник отдела всеобщей истории СПбИИ РАН, с марта 2021 года — заместитель директора по внешним и общественным связям Санкт-Петербургского Института истории РАН.
Член ученого совета по общественным наукам Санкт-Петербургского научного центра РАН (с 2012). Входит в состав научного Совета Государственного музея политической истории России (с 2013) и Межведомственной рабочей группы по реализации государственной политики по увековечению памяти жертв политических репрессий при Президенте РФ (с 2018).
Старший брат — доктор педагогических наук, проректор РГПУ им. А. И. Герцена Виталий Кантор (род. 1962).

## Основные работы
Автор более 100 научных публикаций, в том числе нескольких монографий. Специализируется по истории сталинских репрессий, советско-германским и советско-польским отношениям первой половины XX века и судьбе художественных ценностей во время Второй мировой войны.
Книги
- Петербург. Эрмитаж. Пиотровские. — СПб.: Искусство — СПб., 2004. — 171 с. — ISBN 5-210-01581-5.
- Война и мир Михаила Тухачевского. — М.: Огонёк: Время, 2005. — 573 с. — (Диалог). — (3000 экз.). — ISBN 5-89947-007-0.
  - Война и мир Михаила Тухачевского. — 2-е изд. доп. и перераб. — СПб.: Нестор, 2008. — 593 с. — ISBN 978-5-303-00337-8.
- Кантор Ю. З., Чернявский С. В., Дадыкин А. Н. Адмиралъ: энциклопедия фильма / Под ред. Ю. З. Кантор. — СПб.: Амфора, 2008. — 119 с. — ISBN 978-5-367-00841-8.
- Заклятая дружба : секретное сотрудничество СССР и Германии в 1920—1930-е годы. — СПб.: Питер, 2009. — 335 с. — (Третий Рейх и СССР: Накануне противостояние). — ISBN 978-5-388-00624-0.
- Прибалтика: война без правил (1939—1945) / Российская акад. наук, Санкт-Петербургский ин-т истории. — СПб.: Журнал „Звезда“, 2011. — 336 с. — 3500 экз. — ISBN 978-5-7439-0158-6.
- Кантор Ю. З., Волос М. Треугольник Москва — Варшава — Берлин: очерки истории советско-польско-германских отношений в 1918—1939 гг. — СПб.: Европейский дом, 2011. — 218 с. — ISBN 978-5-8015-0282-3.
- «Дворец Меншикова», отдел Государственного Эрмитажа, Санкт-Петербург/ [авт. ст. Юлия Кантор]. — М.: Проектное бюро Спутник, 2013. — 31 с. — (Музейный гид, 2013. Путеводители по музеям России). — ISBN 978-5-905830-44-0, ISBN 978-5-905830-28-0.
- Тухачевский. — М.: Молодая гвардия, 2014. — 443 с. — (Жизнь замечательных людей). — ISBN 978-5-235-03730-4.
- Невидимый фронт. Музеи России в 1941—1945 гг. — М.: РОССПЭН, 2017.
- 1917. Вокруг Зимнего / Сост. Юлия Демиденко, Владлен Измозик, Юлия Кантор и др. — М.: РОССПЭН, 2017. — 247 с. — (1200 экз). — ISBN 978-5-8243-2111-1.
- Петроград 1917. Исторический календарь. Лекции / Сост. Ю. З. Кантор. — СПб.: ООО «Журнал „Звезда“», 2018.
- Россия 1918. Поступь революции. Лекции / Сост. Ю. З. Кантор. — СПб.: ООО «Журнал „Звезда“», 2019.
- Побратимы. Регионам, принявшим эвакуированных ленинградцев, посвящается / Под ред. Ю. З. Кантор. — М.: РОССПЭН, 2019.
- Прибалтика 1939—1945 гг.: война и память. — М.: РОССПЭН, 2020. — 358 с., ил. — ISBN 978-5-8243-2405-1.
- Михаил Тухачевский. Портрет на фоне эпохи, СПб.: РОССПЭН, 2021. 471 с., ил.
- Ленинградская симфония. Партитура памяти. — М.: Политическая энциклопедия, 2024.

Статьи
- Красная Армия чётко знает свою цель и упорно стремится к её достижению: Отчёт начальника управления войсками рейхсвера В. фон Бломберга о командировке в СССР. 1928 г. // Исторический архив. — 2006. — № 3. — С. 79‒108.
- М. Н. Тухачевский и советско-германский военный альянс 1923—1933 годов // Вопросы истории. — 2006. — № 5. — С. 7‒24.
- Военно-политические отношения СССР и Германии в 1921—1936 годах // Исторические записки. — 2006. — № 9 (127). — С. 203‒229.
- Неизвестные документы о «Деле военных» // История государства и права. — 2006. — № 1. — С. 31‒34.
- Неизвестные документы о «Деле военных» // История государства и права. — 2006. — № 2. — С. 37‒40.
- Неизвестные документы о «Деле военных» // История государства и права. — 2006. — № 3. — С. 18‒22.
- Неизвестные документы о «Деле военных» // История государства и права. — 2006. — № 5. — С. 26‒30.
- Деятельность М. Н. Тухачевского как командующего Ленинградским военным округом в 1928—1931 гг. // Вестник ИНЖЭКОНа. Серия «Гуманитарные науки». — Вып. 1 (10). — 2006. — С. 176‒180.
- Между моралью и правом. Российские утраты художественных ценностей Второй мировой войны и тема «перемещенного искусства» в России // Материалы международной научной конференции «Трофеи — Потери — Эквиваленты. Культурные ценности — жертвы войны: результаты исследований и перспективы». — Dresden, 2009. — S. 207‒224.
- Мужество знать, честь помнить Архивная копия от 29 сентября 2015 на Wayback Machine // Universum: Вестник Герценовского университета. — 2010. — № 2. — С. 63‒67.
- Нацистский оккупационный режим в Прибалтике в 1941 г. Ленинград в первые месяцы блокады. Судьба художественных ценностей на оккупированной территории России // Великая Отечественная война. 1941 год: Исследования, документы, комментарии / Отв. ред. В. С. Христофоров. — М.: Гл. архивное управление г. Москвы, 2011.
- Легионы СС и другие военизированные прибалтийские формирования на территории Прибалтики // Великая Отечественная война. 1943 год: Исследования, документы, комментарии / Отв. ред. В. С. Христофоров. — М.: Гл. архивное управление г. Москвы, 2013.
- Польско-большевистская война как фактор германо-российского сближения // Wrogowie, sojusznicy, towarzysze broni. Polsko-rosyjskie stosunki wojskowe w pierwszej polowie ХХ wieku / Pod redakcja J.Wojtkowiaka. — Pоznаn, 2013.
- «И было сочувствие, и было милосердие, и была боль» // Российская история. — 2014. — № 3. — С. 3‒7.
- Ресоветизация Прибалтики // Великая Отечественная война. 1944 год: Исследования, документы, комментарии / Отв. ред. В. С. Христофоров. — М.: Гл. архивное управление г. Москвы, 2014.
- «Заклятые партнеры»: советская и немецкая легальная разведка в 1920-е — начале 1930-х годов // Россия и мир глазами друг друга: из истории взаимовосприятия. — Вып. 7. — М.: ИРИ РАН, 2016. — С. 379‒391.
- «Пятно позора на команду крейсера…» 25 октября 1917 года стрельбу по Зимнему дворцу — госпиталю с сотнями раненых вела не «Аврора», а орудия Петропавловской крепости // Родина. — 2016. — № 11. — С. 11‒16.
- «Улицы стали проспектами мертвых». К вопросу о смертности в Ленинграде в первое полугодие блокады. (По материалам Архива УФСБ по СПб и ЛО) Архивная копия от 21 октября 2020 на Wayback Machine// Петербургский исторический журнал. — 2018. — № 4. — С. 142‒151.
- «Аплодировали только члены партии»: социально-экономическая советизация Прибалтики в 1940—1941 гг. // Петербургский исторический журнал. — 2019. — № 4. — С. 239‒252.
- Пути исчезновения художественных ценностей с оккупированной территории РСФСР в годы Великой Отечественной войны (на примере Северо-Запада России) Архивная копия от 7 марта 2021 на Wayback Machine //Петербургский исторический журнал. 2020. № 3 (27). С. 96—111.
- Эвакуация ленинградских музейных экспонатов летом 1941 г. // Гасырлар авазы — Эхо веков. — 2021. — № 2. — С. 20-30.

### Конференции
- Всероссийская научно-практическая конференция Архивная копия от 12 ноября 2019 на Wayback Machine
- СИБИРСКИЙ ИСТОРИЧЕСКИЙ ФОРУМ «Экономическое развитие Сибири» Архивная копия от 13 июля 2019 на Wayback Machine